# Тронько Руслан Миколайович
Русла́н Микола́йович Тронько́ (20 жовтня 1981 — 26 жовтня 2015) — старший сержант 45-го окремого мотопіхотного батальйону Збройних сил України, загинув в ході російсько-української війни.

## Життєпис
Народився 1981 року в смт Велика Багачка Полтавської області. Закінчив Великобагачанську ЗОШ, пройшов строкову військову службу в лавах ЗСУ, по тому служив за контрактом.
Проживав у м. Полтава, працював у ПАТ «Полтавагаз».
Мобілізований 8 серпня 2014 року, служив у військовій частині в м. Чугуєві. У серпні 2015 року переведений до артилерійської бригади, подав рапорт на продовження служби. У жовтні 2015-го направлений до зони бойових дій. Старший сержант, військовослужбовець 43-ї окремої артилерійської бригади, головний сержант взводу 45-го батальйону.
13 жовтня 2015 року, під час патрулювання місцевості поблизу Златоустівки Волноваського району внаслідок підриву на «розтяжці» з міною, зазнав важких поранень.
26 жовтня 2015 року помер у реанімаційному відділенні Дніпропетровської обласної клінічної лікарні імені І. І. Мечникова.
Похований у селищі Велика Багачка.
Без Руслана лишилися батько і мама, Людмила Тронько.

## Нагороди та вшанування
- 15 березня 2016 року занесений до Книги Пошани Полтавської обласної ради[1].
- 17 травня 2019 року, відповідно до Указу Президента України № 270/2019 «Про відзначення державними нагородами України», за значні особисті заслуги у захисті державного суверенітету та територіальної цілісності України, нагороджений орденом «За мужність» ІІІ ступеня (посмертно)[2].